# 草津賢治
草津 賢治（くさつ けんじ、1976年7月15日 - ）は、日本の男性キックボクサー、空手家。静岡県三島市出身。身長181cm、体重96kg。正道会館チーム・アンディ所属。プロレスラーとして活躍したグレート草津（草津正武）の二男であり、父親のリングネームを引き継いで使用していた。

## 来歴
小学校・中学校とサッカーを経験。
天理高校ラグビー部では1年生からレギュラーとなり2年・3年時には花園に出場し、日本大学にスポーツ推薦で入学した。その後、正道会館に入門した。
1999年、第1回正道会館全日本ウェイト制重量級で3位入賞。アンディ・フグ率いるチーム・アンディの一員となった。
2000年1月25日、K-1 RISING 2000でモンスターファクトリーオーディション1期生宮本健太郎相手にデビュー予定であったが、宮本の病気欠場により不戦勝となった。
2000年3月19日、父親のリングネームグレート草津を襲名し、K-1 BURNING 2000でプロレスラー松永光弘相手に改めて「デビュー戦」を行い、開始30秒でTKO勝ち。
2002年8月10日、一撃で行われたK-1 JAPAN GP リザーバー決定戦で森口竜と対戦し、判定勝ち。
K-1ではシリル・アビディ、中迫剛、ステファン・レコらと対戦した。
父親の看病のため休業に入っていたが、父親の死を機に引退を決意。
2008年11月21日、親交のあるマキシマムザホルモンらが出演したライブイベント「SKULLSHIT presents SKULLMANIA Vol.2 〜グレート草津FINAL〜」で引退試合を行った。正道会館の先輩である中迫強と対戦。この試合のレフェリーは角田信朗。ただし、試合は3分2R、レガース着用のエキシビションマッチ。試合後、武蔵がサプライズ登場し、さらに3分間のスパーリングを行った。
その後はうつ病のカウンセリングなどの仕事に就いている。

## 戦績
| キックボクシング 戦績 | キックボクシング 戦績 | キックボクシング 戦績 | キックボクシング 戦績 | キックボクシング 戦績 | キックボクシング 戦績 | キックボクシング 戦績 |
| --------------------- | --------------------- | --------------------- | --------------------- | --------------------- | --------------------- | --------------------- |
| 16 試合               | (T)KO                 | 判定                  | その他                | 引き分け              | 無効試合              |                       |
| 6 勝                  | 3                     | 2                     | 1                     | 1                     | 0                     |                       |
| 9 敗                  | 3                     | 6                     | 0                     | 1                     | 0                     |                       |

| 勝敗 | 対戦相手                             | 試合結果                              | 大会名                                                                        | 開催年月日    |
| ×    | ヴィトー"ヴィッチーノ"               | 3R終了 判定0-3                        | K-1 BEAST 2004 in 静岡 〜JAPAN GP 決勝トーナメント〜 【オープニングファイト】 | 2004年6月26日 |
| ○    | FABIANO                              | 1R 2:53 KO（右後ろ蹴り）              | K-1 BURNING 2004 〜沖縄初上陸〜                                               | 2004年2月15日 |
| ×    | ステファン・"ブリッツ"・レコ         | 2R 2:44 KO（3ノックダウン：右フック） | K-1 WORLD GP 2003 in Las Vegas                                                | 2003年5月2日  |
| △    | アレキサンダー・ピチュクノフ         | 3R終了 判定1-0                        | 一撃 2.22 ICHIGEKI                                                            | 2003年2月22日 |
| ×    | ピーター・ボンドラチェック           | 2R 1:32 KO（右ローキック）            | K-1 ANDY SPIRITS 〜JAPAN GP 決勝戦〜                                          | 2002年9月22日 |
| ○    | 森口竜                               | 3R終了 判定3-0                        | 一撃 8.10 ICHIGEKI 【K-1 JAPAN GP リザーバー決定戦】                          | 2002年8月10日 |
| ×    | 富平辰文                             | 延長2R終了 判定0-3                    | K-1 SURVIVAL 2002 〜富山初上陸〜 【K-1 JAPAN GP 2002 代表決定戦】             | 2002年6月2日  |
| ○    | モハメド・アリ（モハメド・アズーイ） | 2R 1:35 KO（キック）                  | K-1 RISING 2002 〜静岡初上陸〜                                                | 2002年1月27日 |
| ×    | 中迫剛                               | 3R終了 判定0-3                        | K-1 ANDY MEMORIAL 2001 〜JAPAN GP 決勝戦〜 【K-1 JAPAN GP 1回戦】             | 2001年8月19日 |
| ○    | 百瀬竜徳                             | 3R終了 判定2-0                        | K-1 SURVIVAL 2001 〜K-1 JAPAN GP 開幕戦〜 【K-1 JAPAN グランプリ 1回戦】      | 2001年6月24日 |
| ×    | エベンゼール・フォンテス・ブラガ     | 2R 1:20 KO（2ノックダウン：右フック） | K-1 WORLD GP 2001 in OSAKA 【1回戦】                                          | 2001年4月29日 |
| ×    | シリル・アビディ                     | 5R終了 判定1-2                        | K-1 GLADIATORS 2001                                                           | 2001年3月17日 |
| ×    | ノブ・ハヤシ                         | 5R終了 判定0-3                        | K-1 RISING 2001 〜四国初上陸〜                                                | 2001年1月30日 |
| ×    | 黒澤浩樹                             | 再延長R終了 判定0-3                   | K-1 SURVIVAL 2000 【JAPAN GP 1回戦】                                          | 2000年5月28日 |
| ○    | 松永光弘                             | 1R 0:30 TKO（タオル投入：右フック）   | K-1 BURNING 2000                                                              | 2000年3月19日 |
| ○    | 宮本健太郎                           | 不戦勝                                | K-1 RISING 2000 【フレッシュマン・ファイト】                                  | 2000年1月25日 |